# Krywe (Ukraina)
Krywe lub Krzywe (ukr. Криве) – wieś na Ukrainie w rejonie stryjskim (do 2020 roku w rejonie skolskim) obwodu lwowskiego.